# Valtatie 4 (Finland)
De Valtatie 4 is een primaire hoofdweg in Finland met een lengte van circa 1295 kilometer. De weg verbindt de hoofdstad Helsinki met de Noorse grens bij Utsjoki. De weg is over 219 km uitgevoerd als snelweg. De weg is over het gehele traject uitgevoerd als de E75 en een klein gedeelte als E8.